# Isola di Toas
L'isola di Toas (in spagnolo "Isla de Toas") è un'isola calcareo-sabbiosa del Venezuela che si trova a sudovest dell'isola di Zapara e a sud della penisola di San Carlos (parte della "Barra del Lago", una stretta penisola di terra e sabbia, con piccole isole di mangrovie e canali molto bassi e sabbiosi che dividono la baia del Tablazo del lago di Maracaibo dal golfo del Venezuela nel mar dei Caraibi). Amministrativamente si trova nel municipio Almirante Padilla dello Stato Zulia, nella zona più nord-occidentale del paese.

## Geografia e geologia
L'isola di Toas si trova circa 2,5 km a sud della penisola di San Carlos (che costituisce la parte ovest della barra del lago), e a 5 kilometri da San Rafael del Moján, un villaggio che si trova sulla costa occidentale del lago, da questo si può osservare l'isola (Toas si vede anche dagli alti edifici di Maracaibo, guardando in direzione nord). Ha una superficie di 3 km². In essa si trovano le saline di El Toro e Aracho, miniere di lignite solforosa, giacimenti di pietra calcarea sfruttati sin dalla colonizzazione spagnola, depositi di argilla nel settore sud e un piccolo giacimento di rame. La presenza di calcare ha permesso lo sfruttamento per ottenere cemento.

## Popolazione
Sull'isola di Toas si trova El Toro, un piccolo villaggio di pescatori, capitale del municipio, con un buon molo nel versante nord, dove si può arrivare con yacht e barche di piccola stazza. L'abitato possiede anche una chiesa che si trova in una tipica piccola piazza quadrata (la Plaza Bolivar), e diversi negozi.